# Żabin Graniczny
Żabin Graniczny ist ein kleiner Ort in der polnischen Woiwodschaft Ermland-Masuren und gehört zur Landgemeinde Banie Mazurskie (deutsch Benkheim) im Powiat Gołdapski (Kreis Goldap).
Żabin Graniczny liegt im Nordosten der Woiwodschaft Ermland-Masuren, 200 Meter von der polnisch-russischen Staatsgrenze entfernt an der Stelle, an der bis 1945 der Weg weiter in das heute in russischem Staatsgebiet gelegene Brassen (russisch Brjusowo, nicht mehr existent) und Jodszinn/Jodschinn (1938 bis 1945 Sausreppen, russisch Tschistopolje) führte. Die Kreisstadt Gołdap (Goldap) liegt 16 Kilometer in südöstlicher Richtung.
Die Gründung der Siedlung (polnisch osada) unmittelbar im Grenzgebiet (das polnische „Granica“ heißt „Grenze“) erfolgte nicht sofort nach 1945, sondern erst später. Eine deutsche Ortsbezeichnung ist nicht bekannt.
Żabin Graniczny ist eine Ortschaft im Verbund der Landgemeinde Banie Mazurskie im Powiat Gołdapski, vor 1998 zur Woiwodschaft Suwałki, seither zur Woiwodschaft Ermland-Masuren zugehörig.
Kirchlich gehört der Ort zur katholischen Pfarrei Żabin (Klein Szabienen/Schabienen, 1938 bis 1945 Kleinlautersee) im Dekanat Gołdap im Bistum Ełk (Lyck) der Römisch-katholischen Kirche in Polen bzw. zur evangelischen Kirche in Gołdap, einer Filialkirche der Pfarrei Suwałki in der Diözese Masuren der Evangelisch-Augsburgischen Kirche in Polen.
Verkehrstechnisch liegt Żabin Graniczny abseits und ist über eine Nebenstraße erreichbar, die von Jany (Groß Jahnen) über Widgiry (Wittgirren, 1938 bis 1945 Wittbach), Radkiejmy (Radtkehmen, 1938 bis 1945 Wittrade) und Stary Żabin (Königlich Szabienen, 1931 bis 1938 Alt Schabienen, 1938 bis 1945 Altlautersee) direkt in den Ort führt. Eine Bahnanbindung gibt es nicht.